# Hammad Khürshid
Hammad Khürshid (født 1986) er en dansk/pakistansk mand, som 21. oktober 2008 blev idømt 12 års fængsel efter terrorlovgivningen, som hovedmand i den såkaldte Glasvej-sag. 

## Baggrund
Han er født i København af Pakistanske forældre. Som helt lille tog han med med sin moder og tre søskende til Pakistan, medens deres fader blev i Danmark. og sendte penge hjem til familien fra sit job som taxa-chauffør. Han voksede op i landsbyen Gujrat i Punjab-provinsen og fik en gymnasial uddannelse. I 2003 rejste han tilbage til Danmark og flyttede sammen med sin storebror i Mjølnerparken. 
I 2006 flyttede de ind i en lejlighed på Glasvej nr. 8a i Nordvestkvarteret i København.
Han gik på sprogskole i fire måneder og lærte dansk, og efterfølgende arbejdede han som maler i forskellige firmaer. Ved siden af var han i en periode ansat i Jysk Sengetøjslager.
Han er muslim og har modtaget islam-undervisning af forskellige imamer fra moskeerne på Nørrebro og i Nordvestkvarteret.
Han kom i Taiba-moskeen i Heimdalsgade hvor Abu Ahmed fungerede som imam.

## Glasvej-sagen
Hammad Khürshid blev dømt for terrorvirksomhed. Dommer Marianne Caft sagde følgende i sin oplæsning af dommen: 
| Citat                                         | Retten lægger til grund, at der har været kontakt til al-Qaeda, og at Hammad Khürshid har været i træningslejr i Waziristan. Straffen har lagt sig op af det niveau, som Højesteret lagde i Vollsmose-sagen [hvor hovedmændene fik tolv års fængsel], så det tager vi til efterretning, | Citat |
| vicestatsadvokat Anders Riisager efter dommen | |       |

 Der var enighed blandt de tre juridiske dommere og de seks nævninge; Hammad Khürshid blev betegnet som den utvetydige hovedmand i sagen.
Hammad Khürshids forsvarsadvokat Niels Forsby mente derimod, at straffen var for hård – også sammenlignet med Vollsmose-sagen, og sagde efter dommen: 
| Citat        | Hvis man overhovedet går ind på, at det er et terroristisk kriminelt forløb, så er man i denne sag ikke så langt fremme, som de var i Vollsmose-sagen. Når det er fjernere forberedelseshandlinger, så skal det også komme til udtryk i en mildere straf. | Citat |
| Niels Forsby | |       |

I samme sag blev den afghanske flygtning Abdoulghani Tokhi dømt og udvist for bestandig (han er afghansk statsborger), mens seks øvrige involverede gik fri.
Sagen blev appelleret,
og Østre Landsret stadfæstede byrettens dom for Khürshid.